# 2 Hearts (filme)
2 Hearts (bra: 2 Corações) é um filme de drama romântico americano de 2020 dirigido por Lance Hool e estrelado por Jacob Elordi, Adan Canto, Tiera Skovbye e Radha Mitchell. É baseado na história real de Leslie e Jorge Bacardi e Christopher Gregory. O filme foi lançado nos cinemas nos Estados Unidos em 16 de outubro de 2020, recebendo, no geral, avaliações negativas dos críticos.

## Sinopse
Dois casais diferentes em décadas e lugares diferentes compartilham uma conexão oculta que eventualmente os aproxima. A história é narrada por Chris Gregory, um dos personagens principais do filme. Ele conta a história do primeiro casal, afirmando que suas histórias estão conectadas entre si.

## Elenco
- Jacob Elordi como Christopher "Chris" Gregory[6]
- Tiera Skovbye como Samantha "Sam" Peters[6]
- Adan Canto como Jorge Bacardi[7]
- Radha Mitchell como Leslie Bacardi[7]

## Lançamento
A Freestyle Releasing adquiriu os direitos de distribuição do filme em junho de 2020. O filme foi originalmente programado para ser lançado em 11 de setembro de 2020, mas devido à pandemia da COVID-19 o lançamento foi adiado para o dia 16 de outubro de 2020.

## Recepção

### Bilheteria
Em seu fim de semana de estreia, 2 Hearts arrecadou 565 mil dólares em 1 683 cinemas. Em seguida, arrecadou 313 010 dólares em seu segundo fim de semana.

### Resposta crítica
No agregador de resenhas Rotten Tomatoes, o filme tem uma taxa de aprovação de 19% com base em 27 resenhas, com uma média de 4,4/10. O consenso dos críticos do site diz: "Seu cenário pitoresco é tão agradável quanto suas nobres intenções, mas este melodrama prova que 2 Hearts (2 corações) não são necessariamente melhores do que um." No Metacritic, ele tem uma pontuação média ponderada de 29 de 100, com base em seis críticos, indicando "avaliações em geral desfavoráveis". O público entrevistado pela CinemaScore deu ao filme uma nota média de "B" em uma escala de A + a F.